# Janusz Żełobowski

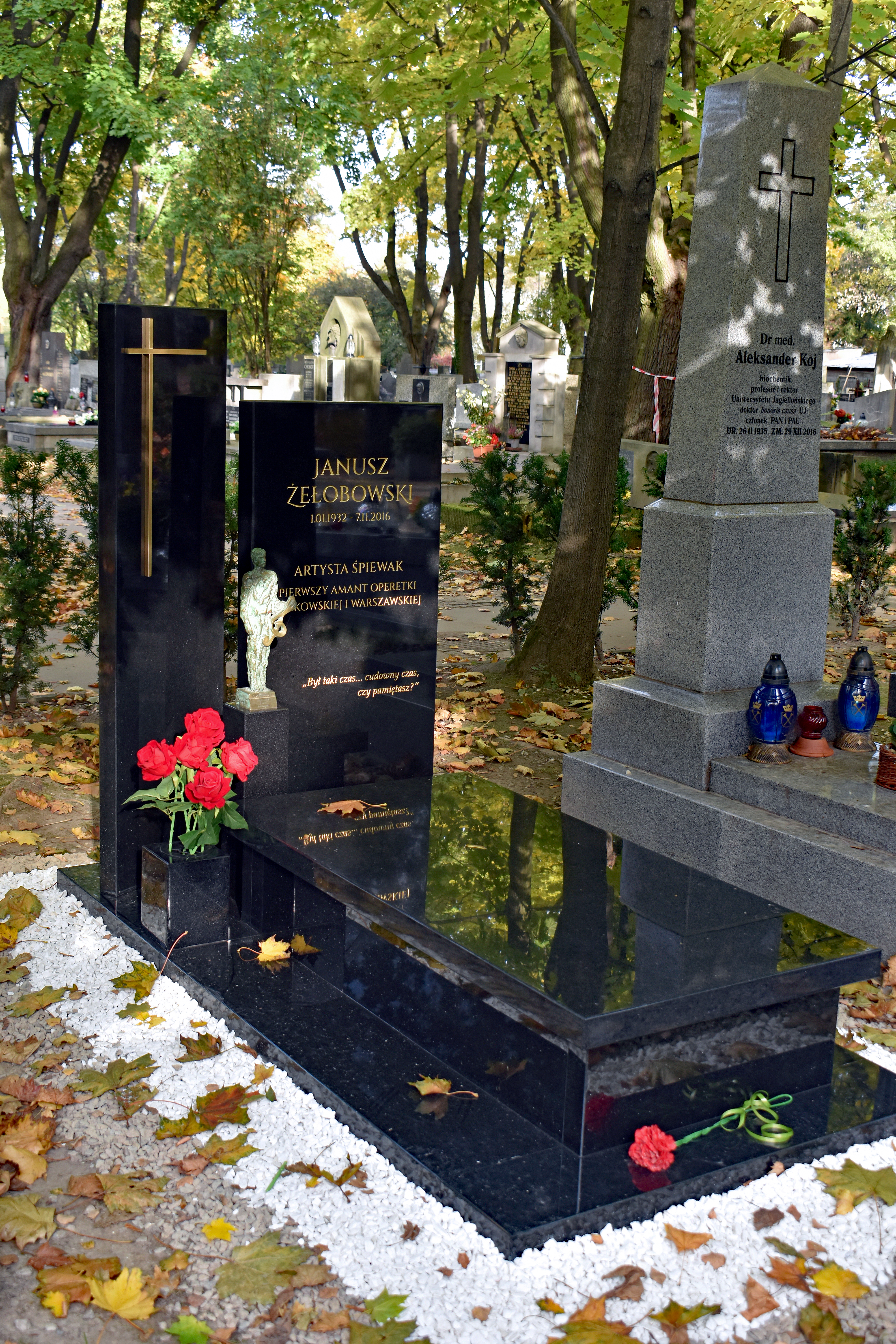
Grób Janusza Żełobowskiego na cmentarzu Rakowickim

Janusz Żełobowski (ur. 1 stycznia 1932 w Wilnie, zm. 7 listopada 2016 w Warszawie) – polski śpiewak operetkowy, pierwszy amant sceny operetkowej Krakowskiego Teatru Muzycznego w latach 1957–1971, solista Operetki Warszawskiej od roku 1970 do 2003.

## Życiorys
Janusz Żełobowski urodził się w Wilnie i w okolicach tego miasta upłynęło jego dzieciństwo i wczesne lata młodzieńcze. Średnią szkołę ukończył już po II wojnie światowej w Olsztynie w 1952 roku, kształcąc się równocześnie muzycznie. W 1953 roku dostał się na krakowską Akademię Muzyczną do klasy śpiewu solowego prof. Bronisława Romaniszyna, wybitnego tenora, ucznia samego Jana Reszke. Po uzyskaniu dyplomu w roku 1959, Żełobowski wciąż doskonalił swój głos u znanego krakowskiego pedagoga, prof. Gustawa Serafina. Pierwsze sukcesy wokalne młody śpiewak odniósł w trakcie nauki: wyróżnienie na I Ogólnopolskim Konkursie Śpiewaków w Warszawie (1951) i nagroda na Międzyuczelnianym Konkursie Mozartowskim w Katowicach (1956). Jeszcze przed ukończeniem studiów, w 1957 roku, debiutował na krakowskiej scenie operowej, gdzie śpiewał liryczną partię Almavivy w Cyruliku sewilskim Gioacchino Rossiniiego. Na scenie operowej wystąpił także w Opowieściach Hoffmanna (jako Natanael), Pajacach (jako Beppo), Strasznym dworze (jako Damazy), Madamie Butterfly (jako Goro), w Odprawie posłów greckich (jako Narrator) oraz w roli tytułowego Fra Diavolo w operze Daniela Aubera. Premiera tej opery odbyła się w 1967 roku, kiedy Janusz Żełobowski był już właściwie związany ze sceną operetkową Krakowskiego Teatru Muzycznego i uznany za jej pierwszego amanta. W operetce zadebiutował w 1959 roku partią Alfreda w Zemście nietoperza Johanna Straussa.
Związek z krakowską sceną operetkową zaowocował kolejnymi partiami: Juan Domingo (Clivia), John Smith (Kariera Panny Mary), Edwin (Księżniczka czardasza), Obolski (Fajerwerk), Andrzej (Panna Wodna), Rene (Cnotliwa Zuzanna), Jean (Loża królewska), Barinkay (Baron cygański), Fred (My Fair Lady), Adam (Ptasznik z Tyrolu), Hrabia (Wiedeńska krew), Ali (Miłość szejka), Porucznik (Dama od Maxima), Igor (My chcemy tańczyć), czy Daniło (Wesoła wdówka). Żełobowski występował więc w operetce klasycznej, a także współczesnym musicalu, polskiej i zagranicznej komedii muzycznej, co czyniło go artystą wszechstronnym. Jego sztuka budziła niezmienny podziw, uznanie i szeroki aplauz publiczności, a recenzenci z całego kraju systematycznie podkreślali jego znakomitą aparycję, dobre aktorstwo i ładnie brzmiący, ciekawy w barwie głos. W artystycznym środowisku był ogólnie lubiany za swój stosunek do pracy i kolegów, należy również podkreślić jego rzetelną pracowitość oraz wielką popularność wśród publiczności krakowskiej. W czerwcu 1970 roku zadebiutował na scenie Operetki Warszawskiej w Baronie cygańskim (na zaproszenie dyrektora Tadeusza Bursztynowicza), a stałym solistą został już rok później. Z Krakowa odchodził w glorii chwały, pozostając we wdzięcznej pamięci publiczności i całego środowiska muzycznego Krakowa.
Okres związku z Operetką Warszawską, to z początku czas dalszego rozwoju artystycznego śpiewaka, rozszerzania i urozmaicania jego repertuaru i kolejnych triumfów scenicznych. Jego kreacje w Człowieku z La Manczy, Życiu paryskim, Hrabinie Maricy, Rose Marie, Królu walca, Bal w Savoyu oraz w kilkudziesięciu innych operetkach i musicalach, polskich i zagranicznych ponownie potwierdziły niepowtarzalny talent artysty wzbogacony o dojrzałe aktorstwo, elegancję sceniczną i wielką wyrazistość wokalną. Najtrafniej scharakteryzował to Jerzy Waldorff stwierdzając: „Janusz Żełobowski – piękny głos, takaż aparycja!”. Lata 70. i 80. to także czas, w którym Żełobowski często występował poza macierzystą sceną, śpiewając z olbrzymim powodzeniem w Teatrze Muzycznym w Łodzi (Bal w Savoyu, My Fair Lady), Operetce Dolnośląskiej we Wrocławiu (Miłość szejka, Wesoła wdówka), na scenie Opery Bałtyckiej w Gdańsku (Wesoła wdówka), czy w Poznaniu. Brał udział, przez około 16 lat bez przerwy (od 1971 roku), w radiowych Podwieczorkach przy mikrofonie. W 1982 roku wystąpił w benefisowym spektaklu swojej pierwszej wielkiej partnerki scenicznej Iwony Borowickiej (Edwin w Księżniczce czardasza na scenie krakowskiej), parę lat później ponownie odwiedził Kraków, gościnnie śpiewając Higginsa (My Fair Lady, 1989).
Z zespołem stołecznej operetki występował także i za granicą; w Niemczech, Francji, Belgii, Austrii, Holandii, Szwajcarii, Czechosłowacji, Bułgarii, Korei, ZSRR, we Włoszech w operetkach Student żebrak Karla Millöckera, Błękitnej masce Freda Raymonda, Baronie cygańskim i Zemście nietoperza Johanna Straussa oraz w Wesołej wdówce Franza Lehára. Wypowiedziane przez niego w jednym z wywiadów pragnienie, by operetka była zawsze kochana przez publiczność i żeby widownia zawsze była pełna, a widzowie uśmiechnięci i spontaniczni w trakcie jego występów, stawało się wtedy rzeczywistością, a jego nazwisko stawało się dla widzów magnesem.
Po 2003 roku Janusz Żełobowski powrócił na krakowskie sceny, gdzie kontynuował działalność artystyczną, zwieńczoną uroczystym Jubileuszem 50-lecia pracy artystycznej w gmachu Teatru im. J. Słowackiego w Krakowie 30 czerwca 2007 roku. W czasie wieczoru wystawiono spektakl Zemsta nietoperza Johanna Straussa gdzie w jednej ze scen (Bal u Księcia Orlovskiego) gościnnie pojawił się Jubilat wykonując kilka arii i duet z Bożeną Zawiślak-Dolny (mezzosopran). Podczas części oficjalnej listy gratulacyjne na ręce Janusza Żełobowskiego złożyli Kazimierz Ujazdowski (minister kultury i dziedzictwa narodowego), Marek Nawara (marszałek województwa małopolskiego), Maciej Klima (wojewoda małopolski), Jacek Majchrowski (prezydent Krakowa), przedstawiciele Związku Artystów Scen Polskich, a także reprezentanci organizacji artystycznych. Publiczność przyjęła dostojnego Jubilata owacją na stojąco.

## Odznaczenia i nagrody
- Statuetka „Arion” – nagroda ZASP za całokształt twórczości scenicznej w dziedzinie teatru muzycznego (2004)
- Srebrny Medal „Zasłużony Kulturze Gloria Artis” (2016)